# 犬鳴峠
犬鳴峠（いぬなきとうげ、旧称：久原越）は、福岡県宮若市と同県糟屋郡久山町との境を跨いで存在している峠である。

## 概要
犬鳴峠という名前は側に位置する犬鳴山（標高583.6メートル）から来ている。由来は諸説あり、文献『犬鳴山古実』には「この山を犬啼と呼ぶのは谷の入口には久原へ越える道筋に滝があり、昔 狼が滝に行き着いたが、上に登れないことを悲しんで鳴いていた」と記されている。他にもこの犬鳴山はとても深いため、犬でも越えることが難しく泣き叫んだため犬鳴山と命名された説がある。
他にも、律令時代に稲置（いなぎ）の境界線に位置していたことから、次第に「いんなき」と変化していった説がある。筑前方言で犬は「イン」と呼ぶため、「インナキとうげ」とも呼ばれる。
宝永7年（1710年）に完成した『筑前國続風土記』（貝原益軒と貝原好古の共著）によると、犬鳴山および犬鳴谷の地名が現れるのは藩命により御譜代組足軽たちが移住してからで、それまでは大河内または火平（ひのひら）と呼んでいたという。江戸時代から犬鳴各戸の菩提所である浄久寺（浄土宗鎮西派：宮若市乙野）と東禅寺（曹洞宗：宮若市湯原）が所蔵する過去帳や記録などの文献上に初めて犬鳴山と犬鳴谷の地名が現れるのは、元禄6年（1693年）と翌年の元禄7年である。また糟屋郡久山町の伊野天照皇大神宮（通称・伊野大神宮）の拝殿脇に苔で覆われた手水石があるが、これは元禄五年に犬鳴の御譜代組足軽一同により奉納寄進されたもので、犬鳴山中と元禄五年などの文字が刻まれている。
江戸時代に編纂された『筑前國続風土記』『筑前國続風土記附録』『筑前國続風土記附録拾遺』などの各地誌では、犬鳴山周辺においてオオカミの生息は記載されていない。
律令時代の稲置の境界線説は『鞍手郡郷土史』『福岡県百科事典』『福岡県地名辞典』に記されているが、この3点の文献は、その根拠となる出典などは明確にしていない。
明治5年（1872年）に政府の命令で福岡県庁が編纂を開始した「福岡県地理全誌」に鞍手郡犬鳴谷村は24小区3村の内に属し、福岡県庁からの道程は5里8町（約25キロ）。戸数は31戸で内訳は士族3戸と旧卒族28戸と記されている。
江戸時代、鞍手郡から福岡と糟屋の縦貫線は脇田を通り、縁山畑（へりやまはた）から彦六峠（現・猫峠）を越し、福岡と糟屋に行ったらしく、当時は旅人の多くはこの道を利用していた。

## 地理・交通
久山町の東端部および宮若市の西端部にあたり、峠の北側に犬鳴山がある。糟屋郡の久山町・篠栗町、古賀市・福津市側と宮若市側を分かつ犬鳴連峰を越える峠の一つで、福岡市と直方市を結ぶ福岡県道21号福岡直方線が通る。同道路はヘアピンカーブが連続し、狭いトンネルをくぐる交通の難所であったが、1975年に新犬鳴トンネルが開通した後は道幅も広がっている。なお、周辺は山間部なので大雨や積雪などの影響で通行止めになることもある。
筑豊地域の中で福岡都市圏寄りに位置し、北九州市・直方市と福岡市との近道として利用されることや、宮若市にはトヨタ自動車九州本社である宮田工場が存在する関係などで、交通量は非常に多く、深夜でも大型トラックやダンプカーなども多数通行している。
公共交通機関としては、宮若市・久山町・粕屋町を経由して福岡市と直方市を結ぶJR九州バスの路線（直方線）が犬鳴峠を越えて運行されており、新犬鳴トンネルの両端出口付近に停留所が設けられている。停留所名は宮若市側が「犬鳴口」、久山町側が「白木橋」である。
犬鳴山を挟んで峠と反対側に山陽新幹線が通っているが、峠近くの区域はすべてトンネル（福岡トンネル）内となっている。新犬鳴トンネル入口の銘板には「新犬鳴トンネル」（全長:1,385m）と記されている。
峠の約2km北東、宮若市側では1970年から犬鳴ダムの建設が進められ、1994年に完成した（完成当時は若宮町）。ダム湖には「司書の湖」という愛称がつけられている。また峠の入口には、温泉地である脇田温泉も存在する。
犬鳴峠の古称は久原越えと言われ、江戸時代初期、1615年-1623年（元和年間）に道が開かれたと言う事であるが、江戸時代より昭和初期ごろまで地元民からは重要視されていない峠道であったらしい。犬鳴峠は非常な悪路であったため利用者はほとんどなく、地元、吉川村の住民は福岡、博多へ行くときは猫峠を越えて篠栗に出ていたという。また犬鳴住民も犬鳴峠は避け、現在は登山道になっている古賀市清滝に抜ける薦野峠を使用していたという。猫峠、薦野峠は江戸時代より昭和初期ごろまで地元民にとって生活上、重要な幹線道路であったという。江戸時代より糟屋、宗像郡などからやって来る行商人は早朝、家を出立し猫峠、薦野峠を越え吉川村の集落などで夕刻ごろまで商取引をした後、集落の中で懇意にしている家に一泊し、朝早く峠を越え帰途についたという。宿泊代は売れ残り商品で済ませていた。犬鳴にも行商人が定宿にしていた家があり、そういった関係から宗像、糟屋郡の住民と婚姻などの縁組が多かったという。宮若市側、旧犬鳴トンネル脇にある林道奥は犬鳴の地籍ではなく、脇田の地籍である。

### 犬鳴隧道・旧道

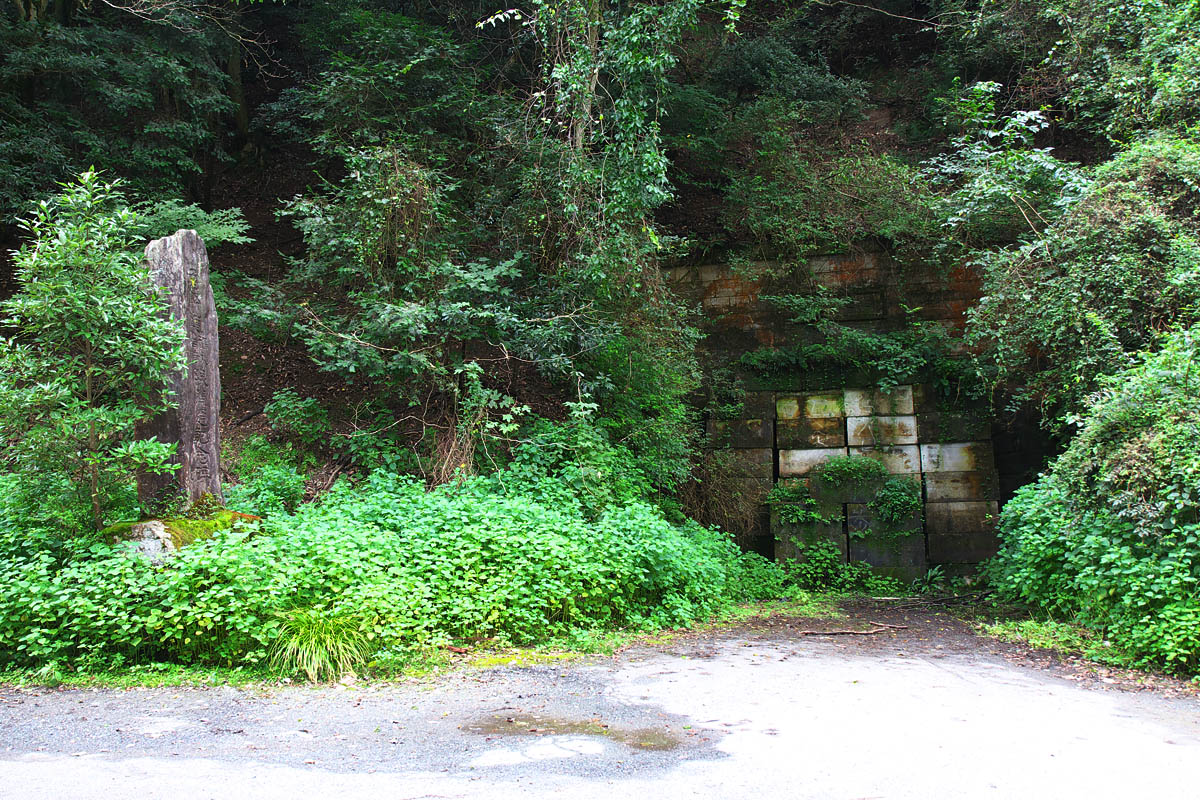
宮若市側の犬鳴隧道入口。入口左に記念碑。

犬鳴隧道（いぬなきずいどう、通称:旧犬鳴トンネル）は1884年～1885年（明治17～18年）に糟屋郡と鞍手郡連合組合会の決議において工事が着手されたが工事技術の未熟さと莫大な工事費を要したため一時中止となった。しかし1927年（昭和2年）11月糟屋郡および鞍手郡各町村会において決議され、各町村長の署名捺印をもって県当局に犬鳴道路の陳情をした。犬鳴トンネル掘削工事については糟屋・鞍手両郡関係町村民一体となって、1949年（昭和24年）11月3日府県道福丸箱崎線（福岡県道21号線）が開通した。翌年の8月10日には国鉄バスの博多と直方を結ぶ直方線の運行が開始された。当時のバスは「いすゞ・BX91型」と「ふそうB12型（定員50～70人）」が使われた。燃料には木炭を使用していたが、燃料事情が改善し、1951年（昭和26年）にはガソリンエンジン、その後にディーゼルエンジンへと交換していった。その後24年を経過した1975年（昭和50年）には新犬鳴トンネルが開通し、こちらが実質的な福岡と北九州を結ぶ幹線道路となった。
トンネル開通後、峠は深山幽谷であるのにもかかわらず北九州都市圏および筑豊圏と福岡都市圏を結ぶ最短路であったため、車の通行が非常に多かった。よく旧犬鳴トンネルと称されるが、銘板には「犬鳴隧道」と彫られており、国土地理院の地図でも「犬鳴隧道」の名称で記載されている。しかし宮若市役所や文献では新旧区別のために犬鳴トンネルと称するなど、両方一概とされている面もある。
旧道は新トンネルへ付け替えられた後に閉鎖された旧トンネル経由の廃道と犬鳴ダムの建設により水没した部分の2か所があるが、双方の距離は1km以上離れている。犬鳴峠関連で旧道と称する場合は主にダムとは直接の関連がない旧トンネル経由の廃道を指す。不法投棄や暴走族の溜まり場となったりするなどの問題が発生したことから、旧道と旧トンネルが共に閉鎖されている。旧トンネルの入り口はコンクリートのブロックで覆われており、そこに向かう旧道も柵で封鎖されている。閉鎖されている道路は道幅が狭く、一部では崖崩れなどで通行が非常に危険である。またトンネル内は素掘りになっており、上部から地下水が滴っているため、崩落の危険性もある。久山側は比較的旧トンネルにアクセスがしやすい状況にあったが、防犯上の理由により県道に面した旧道入り口は柵で封鎖され監視カメラが設置されている。無断立ち入りは警察に通報を行う旨の警告看板が設置されており、許可無く侵入した場合は法律・条例などで処罰の対象となり得る。一方で宮若側旧道は車の通行が規制されているが、犬鳴山の河原之河内（かわらんこうち）登山口から熊ヶ城に続く登山道が敷設されているため、登山者であれば通行は可能となっている。
旧犬鳴トンネル口道路記念碑

## 事件・事故
1988年12月9日に福岡県警は、田川郡方城町（現福智町）の犯行グループリーダーの少年（19歳、行商手伝い）を含めたグループ5人（16-19歳）を、殺人と逮捕監禁容疑で逮捕した。調べでは、2人の少年が同年12月6日夕方に、田川市内で帰宅途中の工員（20歳、方城町）の軽乗用車を見つけて、「車を貸してくれ」と頼んだ。しかし断られたため、それに腹を立てた犯人グループは工員の車を奪い、また工員も一緒に連れ去って仲間の家に監禁した。その後、少年グループら全員で、久山町の犬鳴隧道（旧犬鳴トンネル）へ連れ去って工員の手足を縛り、ガソリンをかけて焼殺した疑いがある。1991年、主犯の無期懲役が確定した。
2000年には犬鳴ダムで死体遺棄事件が発生している。
峠周辺は交通の難所であり、冬場の積雪や路面凍結が多いため、交通事故も多く発生している。

## 周辺で見られる主な動植物
- キュウシュウジカ
- キツネ、タヌキ、イノシシ、カッコウ、ブッポウソウ、キツツキ、ノウサギ、サンショウウオ
- その他多種類の蝶、甲虫類

周辺で見られる稀種植物
- ナンゴクウラシマソウ
- ヤマアジサイ
- ジエビネ
- キエビネ
- ミヤマウズラ
- シュンラン
- アキチョウジ
- カンラン
- ムサシアブミ
- タイリンアオイ
- ヒトリシズカ
- フタリシズカ
- ヒメウラシマソウ
- タンナトリカブト
- ジンジソウ
- ヤブムラサキ
- ヤマボウシ
- サイハイラン
- フウラン
- トチバニンジン
- キンラン
- ハンカイソウ
- アヤメ
- カノコソウ
- コクラン
- オニグルミ
- リンドウ
- オミナエシ
- レイジンソウ
- アケボノソウ